# Schwache Hyperladung
Die schwache Hyperladung {\displaystyle Y_{\mathrm {W} }} (W für engl. weak, schwach) ist in der Teilchenphysik eine Quantenzahl von Elementarteilchen im Zusammenhang mit der elektroschwachen Wechselwirkung. Im Gegensatz zur elektrischen Ladung tritt die schwache Hyperladung eines Teilchens im Alltag nicht in Erscheinung. 
Die spontane Symmetriebrechung der elektroschwachen Symmetriegruppe durch den Higgs-Mechanismus setzt die schwache Hyperladung in Beziehung mit der dritten Komponente des schwachen Isospins und der elektrischen Ladung. Aufgrund dieser Symmetriebrechung ist die schwache Hyperladung, so wie der schwache Isospin, keine Erhaltungsgröße (vgl. Fabri-Picasso-Theorem).

## Hintergrund
Die schwache Hyperladung ist die Ladung der im Standardmodell auftretenden {\displaystyle U(1)_{Y}}-Symmetriegruppe, der Kreisgruppe. Die Existenz dieser Symmetriegruppe bedeutet, dass sich die Bewegungsgleichungen für die Wellenfunktion {\displaystyle \psi (x)} der Materieteilchen (Fermionen) nicht ändern dürfen unter der Transformation
{\displaystyle \psi (x)\to e^{\mathrm {i} \,Y_{\mathrm {W} }\,\alpha (x)}\psi (x)}
mit
- der Eulerschen Zahl {\displaystyle e}
- der imaginären Einheit {\displaystyle \mathrm {i} }
- einer beliebigen Funktion {\displaystyle \alpha (x)}.

Mit einer solchen Symmetrie ist stets die Existenz bosonischer Eichfelder verbunden. Das zur schwachen Hyperladung gehörige bosonische Eichfeld ist das physikalisch nicht beobachtbare B0-Boson. Durch den Higgs-Mechanismus wird die {\displaystyle SU(2)_{L}\times U(1)_{Y}}-Symmetrie des Standardmodells gebrochen, und das {\displaystyle B}-Boson mischt mit einem der Eichbosonen der {\displaystyle SU(2)_{L}}-Symmetrie zu den beobachtbaren massiven Z-Bosonen {\displaystyle Z^{0}} und masselosen Photonen {\displaystyle \gamma }; die anderen beiden Eichbosonen der {\displaystyle SU(2)} sind durch diese Mischung nicht betroffen.

## Werte
Die Zuordnung der schwachen Hyperladungen zu den einzelnen Teilchen im Standardmodell ergibt sich aus der Forderung nach Anomaliefreiheit des Standardmodells, sodass die schwachen Hyperladungen bis auf eine generelle Normierungskonstante eindeutig festgelegt sind.
Die schwache Hyperladung ist
- für linkshändige Leptonen: {\displaystyle Y_{W}=-1}
- für linkshändige Quarks: {\displaystyle Y_{W}=+1/3}
- für rechtshändige geladene Leptonen: {\displaystyle Y_{W}=-2}
- für rechtshändige Quarks des up-Typs: {\displaystyle Y_{W}=+4/3}
- für rechtshändige Quarks des down-Typs: {\displaystyle Y_{W}=-2/3}.

Rechtshändige ungeladene Leptonen (d. h. rechtshändige Neutrinos) existieren nach dem Standardmodell nicht; in einigen weiterführenden Theorien sind sie Majorana-Fermionen und tragen als ihre eigenen Antiteilchen {\displaystyle Y_{\mathrm {W} }=0}.

## Zusammenhang mit der elektrischen Ladung
Die elektrische Ladung ist mittels der schwachen Hyperladung und der dritten Komponente des schwachen Isospins definiert durch die Beziehung:
{\displaystyle Q=T_{3}+{\tfrac {1}{2}}Y_{\mathrm {W} }\Leftrightarrow Y_{\mathrm {W} }=2(Q-T_{3})}
Dieser Zusammenhang ergibt sich durch die Brechung der elektroschwachen Symmetriegruppe, nach der diese Kombination von Ladungen das Quantenvakuum weiterhin annihiliert.
Eine andere Normierung der schwachen Hyperladung wählt diese so, dass {\displaystyle Q=T_{3}+Y'_{\mathrm {W} }} gilt (und die obigen Werte für die Hyperladung halbiert werden müssen).
Zusammenfassend ist also: 
|          | Linkshändig                                                  | el. Ladung {\displaystyle Q} | schw. Isospin {\displaystyle T_{3}} | schw. Hyperldg. {\displaystyle Y_{W}} | Rechtshändig                                                    | el. Ladung {\displaystyle Q} | schw. Isospin {\displaystyle T_{3}} | schw. Hyperldg. {\displaystyle Y_{\mathrm {W} }} |
| -------- | ------------------------------------------------------------ | ---------------------------- | ----------------------------------- | ------------------------------------- | --------------------------------------------------------------- | ---------------------------- | ----------------------------------- | ------------------------------------------------ |
| Leptonen | {\displaystyle \mathrm {\nu _{e},\nu _{\mu },\nu _{\tau }} } | 0                            | +½                                  | −1                                    | –                                                               | –                            | –                                   | –                                                |
| Leptonen | {\displaystyle \mathrm {e^{-},\mu ^{-},\tau ^{-}} }          | −1                           | −½                                  | −1                                    | {\displaystyle \mathrm {e_{R}^{-},\mu _{R}^{-},\tau _{R}^{-}} } | −1                           | 0                                   | −2                                               |
| Quarks   | {\displaystyle \mathrm {u,c,t} }                             | +2/3                         | +½                                  | +1/3                                  | {\displaystyle \mathrm {u_{R},c_{R},t_{R}} }                    | +2/3                         | 0                                   | +4/3                                             |
| Quarks   | {\displaystyle \mathrm {d',s',b'} }                          | −1/3                         | −½                                  | +1/3                                  | {\displaystyle \mathrm {d_{R},s_{R},b_{R}} }                    | −1/3                         | 0                                   | −2/3                                             |

Die down-artigen Quarks {\displaystyle \mathrm {d',s',b'} } in dieser Tabelle sind in den Eigenzuständen der schwachen Wechselwirkung. Diese sind nicht die durch Detektoren messbaren Masseneigenzustände {\displaystyle \mathrm {d,s,b} }, sondern eine Linearkombination davon. Den Übergang zwischen der Masseneigenbasis und der Eigenbasis der schwachen Wechselwirkung liefert die CKM-Matrix.